# Sofia Boutella
Sofia Boutella, född 3 april 1982 i stadsdelen Bab El Oued i Alger, är en algerisk dansare och skådespelare. 
Hon är känd bland annat för att ha dansat i en reklamfilm för företaget Nike. Boutella spelade karaktären Eva i dansfilmen StreetDance 2 (2012), Ara i filmen Monsters: Dark Continent (2014), Gazelle i Kingsman: The Secret Service (2014) och Jaylah i Star Trek Beyond (2016). 2017 spelade hon huvudrollen som prinsessan Ahmanet i The Mummy mot Tom Cruise.

## Filmografi (i urval)
- 2014 – Kingsman: The Secret Service
- 2016 – Star Trek Beyond
- 2017 – The Mummy
- 2017 – Atomic Blonde
- 2017 – Kingsman: The Golden Circle
- 2018 – Climax
- 2023 – Rebel Moon Part 1: A Child of Fire
- 2024 – Argylle
- 2024 – Rebel Moon Part 2: The Scargiver
- 2024 – The Killer's Game